# Лис Муйтис
Дизеис Лис Муйтис Микалад (на френски: Lys Dyzaiss Mouithys Mickalad, роден на 4 юли 1985) е конгоански футболист, който е играл за Черноморец (Бургас) като нападател. От 2006 г. национал на своята страна.

## Статистика по сезони
| Сезон   | Отбор           | Първенство | Мачове | Голове |
| ------- | --------------- | ---------- | ------ | ------ |
| 2010/11 | Черноморец (Бс) | А група    | 11     | 2      |